# Премия журнала Empire (2000)
5-я церемония вручения наград премии «Империя» за заслуги в области кинематографа за 1999 год состоялась 17 февраля 2000 года в Park Lane Hotel (Лондон, Великобритания). Лауреаты были определены по итогам голосования аудиторией журнала Empire.

## Список лауреатов и номинантов
| Лучший фильм | Лучший британский фильм |
| --- | --- |
| - Матрица - Остин Пауэрс: Шпион, который меня соблазнил - Бойцовский клуб - Ноттинг-Хилл - Шестое чувство | - Ноттинг Хилл - Восток есть Восток - В отрыв! - Голосок - Влюблённый Шекспир |
| Лучший режиссёр | Лучший британский режиссёр |
| - М. Найт Шьямалан — Шестое чувство - Энг Ли — Погоня с дьяволом - Братья Вачовски — Матрица - Дэвид Финчер — Бойцовский клуб - Джордж Лукас — Звёздные войны: Эпизод 1. Скрытая угроза                                                       | - Роджер Мичелл — Ноттинг Хилл - Дэмиен О’Доннелл — Восток есть восток - Джон Мэдден — Влюблённый Шекспир - Джастин Керриган — В отрыв! - Марк Херман — Голосок                                                                    |
| Лучшая мужская роль | Лучший британский актёр |
| - Пирс Броснан — И целого мира мало - Брэд Питт — Бойцовский клуб - Брюс Уиллис — Шестое чувство - Киану Ривз — Матрица - Том Круз — С широко закрытыми глазами                                                                               | - Хью Грант — Ноттинг Хилл - Юэн Макгрегор — Звёздные войны: Эпизод 1 — Скрытая угроза - Иэн Маккеллен — Боги и монстры - Джозеф Файнс — Влюблённый Шекспир - Рис Иванс — Ноттинг Хилл                                             |
| Лучшая женская роль | Лучшая британская актриса |
| - Гвинет Пэлтроу — Влюблённый Шекспир - Николь Кидман — С широко закрытыми глазами - Рене Руссо — Афера Томаса Крауна - Софи Марсо — И целого мира мало - Тони Коллетт — Шестое чувство                                                       | - Хелена Бонэм Картер — Бойцовский клуб - Бренда Блетин — Голосок - Кейт Уинслет — Экспресс в Марракеш - Минни Драйвер — Идеальный муж - Оливия Уильямс — Академия Рашмор и Шестое чувство                                         |
| Лучший дебют | Honorary Awards |
| - Кэрри-Энн Мосс — Матрица - Дэмиен О’Доннелл —Восток есть Восток - Эдуардо Санчес и Дэниэл Мирик — Ведьма из Блэр: Курсовая с того света - Хэйли Джоэл Осмент — Шестое чувство - Джуэл — Погоня с Дьяволом - Тим Рот — Зона военных действий | - Empire Inspiration Award: Кеннет Брана - Lifetime Achievement Award: Майкл Кейн - Movie Masterpiece Award: Оливер Стоун — Джон Ф. Кеннеди. Выстрелы в Далласе - Contribution to Cinema: Спецэффекты в кино. Создавая невозможное |

### Несколько наград
| Число наград | Фильм        |
| ------------ | ------------ |
| 3            | Ноттинг Хилл |
| 2            | Матрица      |

### Несколько номинаций
The following 12 films received multiple nominations:
| Число номинаций | Фильм                                     |
| --------------- | ----------------------------------------- |
| 6               | Шестое чувство                            |
| 5               | Ноттинг Хилл                              |
| 4               | Бойцовский клуб                           |
| 4               | Влюблённый Шекспир                        |
| 4               | Матрица                                   |
| 3               | Восток есть восток                        |
| 3               | Голосок                                   |
| 2               | С широко закрытыми глазами                |
| 2               | В отрыв!                                  |
| 2               | Погоня с Дьяволом                         |
| 2               | Звёздные войны: Эпизод 1 — Скрытая угроза |
| 2               | И целого мира мало                        |